# Барнаульский зоопарк
Барнаульский зоопарк «Лесная сказка» — зоопарк Барнаула. Основан 12 августа 2010 года.

## История
В июле 1995 года администрация муниципального парка Индустриального района «Лесная сказка» приобрела двух курочек и двух кроликов, которых стали показывать посетителям небольшого зооуголка. Затем в зооуголке появились пони, лисицы, корсаки, белки. Были построены деревянные вольеры. В 2001 году в парке поселились яки.
В 2005 год произошла реорганизация парка и зооуголок получил своё второе рождение. Под руководством нового директора парка начиналась постепенная реконструкция. Старые деревянные вольеры были заменены на новые современные конструкции.
В 2006 году в зооуголке появляются американская лама, верблюд, черно-бурые лисы, волк, в 2007 году — чешские козы, барсуки, гималайский медведь, в 2008 году — элитные виды кур, индоутки, индейки.
В 2008—2009 годах появляются новые вольеры для копытных и хищников.
В 2010 году были приобретены павлины, дальневосточный лесной кот, вислобрюхая вьетнамская свинка, осёл. Для всех этих животных были построены новые вольеры.
В июле 2010 года было принято решение об образовании Барнаульского зоопарка и 12 августа 2010 года он был официально зарегистрирован.

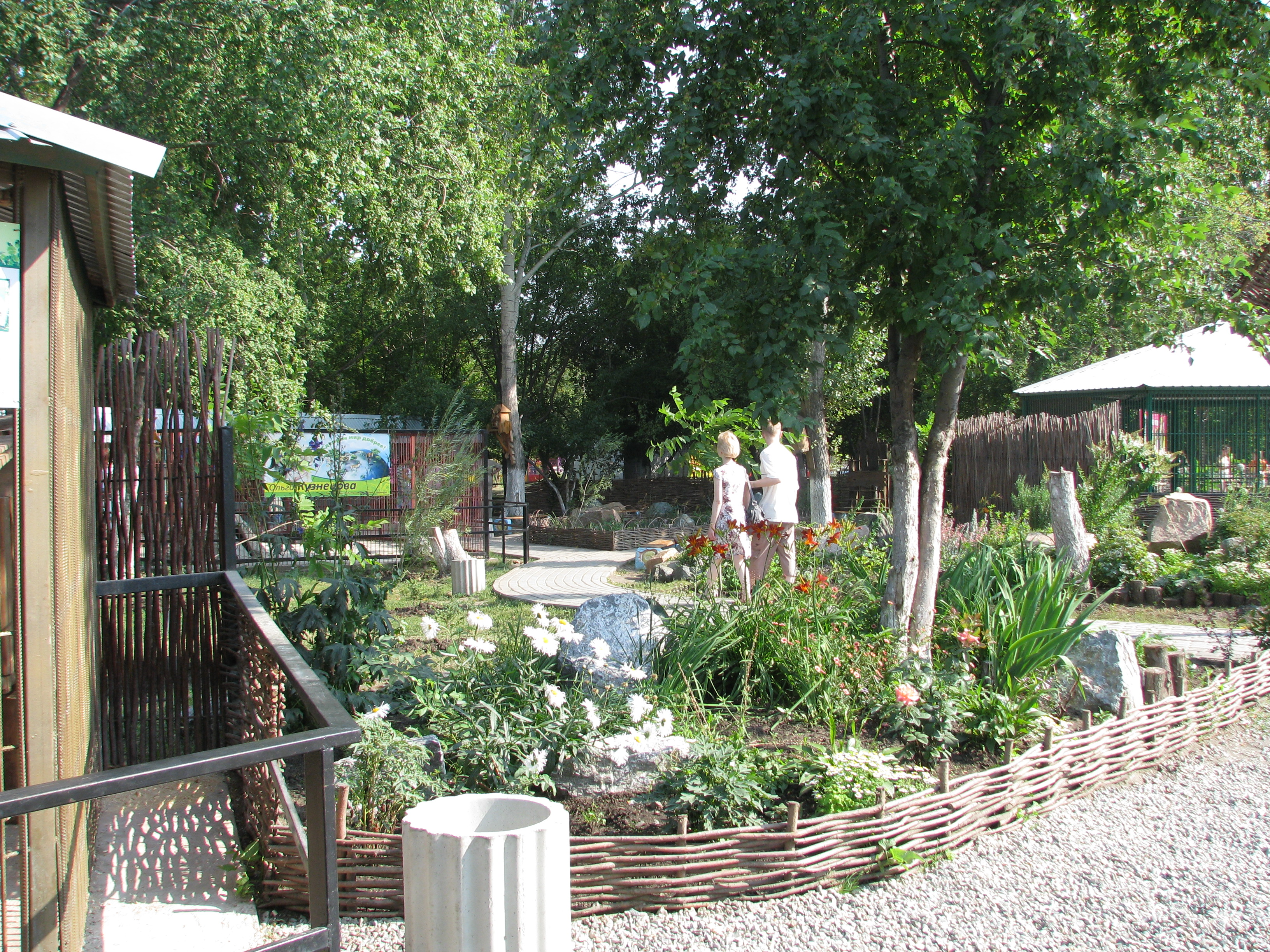
Барнаульский зоопарк

Осенью 2010 года на Алтай прилетели, сбившись с пути, розовые пеликаны. Теперь 4 пеликана являются жителями зоопарка. Для них были построены зимний и летний вольеры.
В 2011—2012 гг в зоопарке появились муфлон, дальневосточный леопард, лев, носуха и амурский тигр, а в 2013 году — кенгуру Беннета (рыже-серый валлаби).
2015 году зоопарк пополнился двумя новыми семействами яванских макак и зеленых мартышек.
Сегодня в зоопарке есть гималайские медведи, красные волки, черный канадский волк, серый волк, грузинские снежные лисы, еноты, кенгуру, барсуки, норки, дикобразы, носухи, муфлоны, дикие кабаны, косули, камышовые коты и дальневосточные лесные коты. Украшением зоопарка стали розовые пеликаны и розовые фламинго.
В коллекции зоопарка — 16 очень редких животных, занесенных в Красную книгу.
Зоопарк ведет активную научную и просветительскую деятельность. Ежегодно организуются экскурсии для школьников и взрослых.

## Розарий
В 2018 году на территории зоопарка совместно с барнаульской агрофирмой «Семена Алтая» заложен первый в Алтайском крае публичный розарий, где представлено более 15 сортов роз. Все розы являются морозостойкими, привитыми на сибирский шиповник, благодаря чему не вымерзают. Цветение продолжается с начала лета до конца сентября. В 2019 году компания «Семена Алтая» в рамках празднования дня рождения Барнаульского зоопарка провела акцию: всем гостям раздавались розы, выращенные в Сибири. В 2019 году компания «Семена Алтая» в рамках празднования дня рождения Барнаульского зоопарка провела акцию: всем гостям раздавались розы, выращенные в Сибири.

## Интересные факты

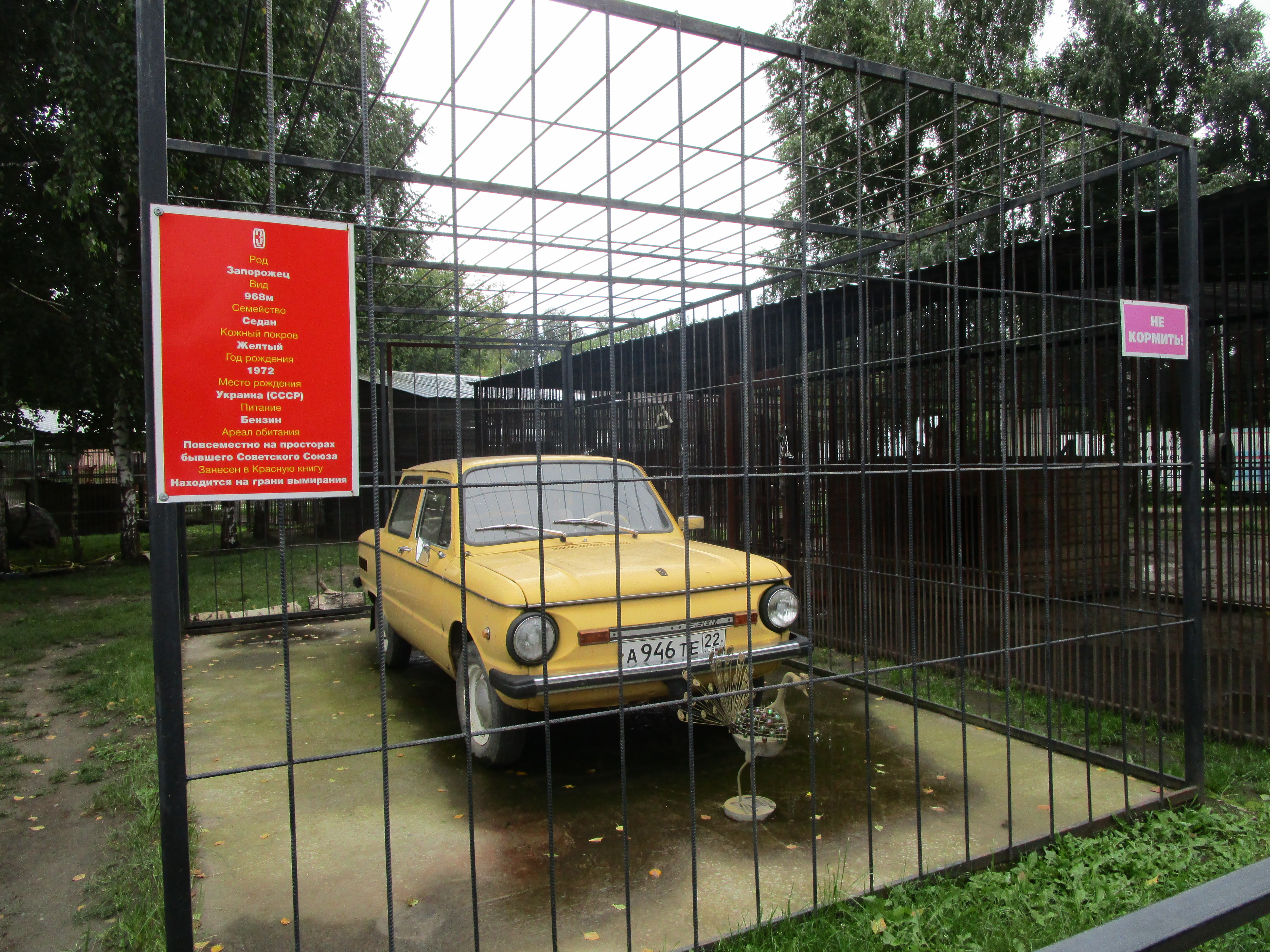
Необычный обитатель зоопарка — «Запорожец»

Летом 2012 года в одной из клеток появился необычный обитатель — автомобиль ЗАЗ-968М, классифицированный сотрудниками зоопарка как представитель рода Запорожец вида 968М семейства седан.

## Происшествия
10 апреля 2016 года на территорию зоопарка после его закрытия самовольно проникли две девочки-подростка. Одна из них перелезла через ограждение у клетки с тигром. В результате животное ухватило несовершеннолетнюю за ноги. Её спасли проходившие мимо граждане, которым удалось отвлечь хищника и оттащить ребёнка от клетки. С рваными ранами ног 13-летняя девочка госпитализирована в медицинское учреждение.
Павел Астахов, уполномоченный при президенте по правам ребенка, сказал:

Слишком дорогая расплата за совсем «недетские шалости». Дразнить тигра — это рисковать Жизнью. Глупость и хулиганство.
Премия Дарвина плачет!— https://twitter.com/RFdeti/status/719414544406355968